# Клуб послушных жён
Клуб послушных жён — созданная женщинами международная организация, основанная на исламских ценностях. Её целью является создание гармоничных семейных отношений путём обучения жён послушанию их мужьям. Отделения Клуба действуют в Малайзии Индонезии,, Сингапуре, Австралии, Казахстане и Иордании, планировалось открыть также отделения в Англии и Франции. В октябре 2011 года от имени Клуба была опубликована вызвавшая неоднозначную реакцию книга «Исламский секс», в которой в частности было написано, что жёны, чтобы мужья им не изменяли, должны стать для них «первоклассными шлюхами». Эта книга была запрещена в Индонезии и Малайзии. Несмотря на то, что книга была предназначена исключительно для членов клуба, часть её содержания стала известна за его пределами и вызвала ожесточённые дебаты.

## История
Первое в мире отделение клуба было открыто в столице Малайзии Куала-Лумпуре 3 июня 2011 года фирмой «Global Ikhwan». Декларируемой целью организации являлась помощь женщинам, желавшим стать хорошими жёнами и продуктивными работниками, но её основной целью было изменить взгляд мусульманок на секс в браке.
Организация «Global Ikhwan», которая также основала вызвавший неоднозначную реакцию клуб Та‘аддуд аз-завджата, была тесно связана с запрещённой в 1994 году исламской сектой аль-Акрам.
Хотя Клуб и основан на исламских ценностях, но вступить в него может любая женщина независимо от её веры. Клуб учит жён быть послушными их мужьям и таким образом борется с разводами, домашним насилием и другими видами социальных проблем. По словам одного из членов Клуба, «Если мужчина женится на женщине, которая будет так же хороша в постели, как проститутка, или лучше её, то у него не будет причины ей изменять. Вместо того, чтобы толкать супруга к греху измены, женщина должна сделать всё, что может для того, чтобы их желания удовлетворились».

## Книга
В октябре 2011 году от имени Клуба была опубликована 115-страничная книга «Исламский секс», целью которой являлось просвещение женщин в области физических и духовных аспектов сексуальных отношений. После своего распространения эта книга вызвала неоднозначную реакцию, ряд исламских организаций назвали её «отсталой» и «неуважительной, как по отношению к женщинам, так и мужчинам». В частности, критиковался данный в книге совет жёнам вести себя с мужьями «как первоклассные проститутки». По мнению критиков, в книге пропагандируется объективизация женщин, а также на них возлагается излишняя ответственность. По словам представителя Исламского религиозного совета Сингапура, «Счастье в браке не сводится к удовлетворению сексуальных потребностей».
В ответ на критику члены «Клуба» заявили, что в книге описаны лишь духовные практики.

## Исламский базис
Члены «Клуба послушных жён» считают, что ислам поощряет секс в браке, по их словам, «Аллах говорил, что все эти действия являются халяльными, чистыми, прекрасными, и подобны молитве между мужем и женой».